# دون (مقاطعة دون)
دون، مقاطعة دون (بالإنجليزية: Dunn, Dunn County, Wisconsin)‏ هي بلدة تقع بولاية ويسكونسن في الولايات المتحدة. تبلغ مساحتها 147.8 (كم²)، وترتفع عن سطح البحر 239 م، بلغ عدد سكانها 1492 نسمة في عام 2000 حسب إحصاء مكتب تعداد الولايات المتحدة وتصل الكثافة السكانية فيها 10.3 نسمة/كم2.

## وصلات خارجية
- The US50 - Cities and Towns in Wisconsin State
- Wisconsin Cities and Towns, Facts, Map, Flag, Colleges, Government, and More